# 木村高人
木村 高人（きむら たかひと、1983年8月12日 - ）は、日本の元俳優。

## 略歴
- 劇団東俳に所属し、子役として活動。
- 1999年、芸能界を引退。

## 出演

### テレビ
- 気分はワイルド 〜飛び出せ大自然へ〜（1995年 - 1996年、テレビ朝日） - チャバ 役
- はぐれ刑事純情派 第9シリーズ（1996年、テレビ朝日）
- 天才てれびくん「救命戦士ナノセイバー」（1997年 - 1998年、NHK教育テレビ） - 城門仁 役

### CM
- ソニー「ハンディカム」